# Каиетеурски водопади
Каиетеурски водопади су највећи на свету са једним падом по колочини воде која тече над њима. Смештен на реци Потаро у националном парку Каиетеур, налазе се у делу амазонске прашуме која припада регији Потаро-Сипаруни у Гвајани.
Има слободан пад до 226 метара висине од излаза воде до првог контакта са камењем. Након тога тече кроз низ стрмих падова које ако укључимо у висину водопада достиже до 256 метара. Постоје многи водопади који су виши, али су ретки они који представљају комбинацију висине и волумена воде и управо због овога, Каиетеурски водопади су једни од најснажнијих на свету са просечним протоком од 663 кубних метара у секунди.
Каиетеурски водопади су око 4 пута виши од Нијагариних водопада, на граници Канаде и Сједињених Држава, и дупло виши од Викторијиних водопада, на граници Замбије и Зимбабвеа у Африци.
Узводно од водопада, планина Потаро се протеже до далеких одрона планине Пакараима.
Река Потаро се излива у реку Есекуибо, која је једна од најдужих и најширих река у Јужној Америци и најдужа река у Гвајани.

## Откриће
Водопад је откривен 1870. године од стране експедиције коју је предводио Чарлс Барингтон Браун, пар британских геолога постављених као владини геодетари Британске колоније Гвајане. Браун и његов партнер Џејмс Савкинс стигли су у Џорџтаун 1867. године, а док су завршили мапу и припреме геолошких извештаја, неки радови су се одвијали у посебним експедицијама, и Савскинс није радио када је Браун открио Каиетеурске водопаде. У том тренутку, Браун није имао времена да истражује Каиетеурске водопаде, тако да се вратио годину дана касније да изврши свеобухватна мерења.
Браунова књига „Кану" и „Камповање у британској Гвајани" објављена је 1876. године. Две године касније, 1878. године, објавио је „Петнаест хиљада миља на Амазону и његовим притокама".
Према индијској легенди Патамоне, Каиетеурски водопади су названи по поглавици Каи, који је спасио свој народ веслајући преко водопада и жртвовавши сопствени живот у част великом духу Маконаиму. 
У ноћи када су откривени водопади, још једну легенду су Брауну испричали староседеоци: Каиетур је добио име по непријатном старцу кога су рођаци ставили у чамац и гурнули низ водопад. Стога и назив „Каиетур"' - пад старог човека.

## Туризам
Каиетеурски водопади су главна туристичка атракција у Гвајани. Налазе се у Националном парку Каиетеур у центру гвинејске кишне шуме.
Парк одржава међународни аеродром Каиетеур, који се налази око 15 минута хода од врха Каиетеурских водопада, са честим летовима до аеродрома Огле и међународног аеродрома Чеди Јаган у Џорџтауну.

## Популарна култура
Каиетеурски водопади се спомињу у следећим културним садржајима:
- документарни филм „Бели дијамант" Вернера Херзога и „Речно чудовиште" Анимал планета са Џеремијем Вадеом.
- научно фантастична цртана серија Г Гундам. Главни лик вежба и купа се испод водопада пре његове последње борбе.
- отварање четврте сезоне заслуга серије на Дискавери каналу „Златна грозница" (2013). Такође се шеста епизода серије Давида Атенбороугха „Живот на Земљи", у којој се дискутују о жабама које расту у влажним условима, помиње у неколико епизода те сезоне.

Прва епизода серије Стева Бакшала „Смртоносне авантуре" где се Стив спушта на дно и кампује тамо.

## Референца
1. ↑  „Kaieteur Falls  -  World Waterfall Database”. Архивирано из оригинала 10. 10. 2017. г. Приступљено 04. 11. 2017.